# NGC 1930
NGC 1930 é uma galáxia lenticular (SB0) localizada na direcção da constelação de Pictor. Possui uma declinação de -46° 43' 42" e uma ascensão recta de 5 horas, 25 minutos e 56,6 segundos.
A galáxia NGC 1930 foi descoberta em 29 de Dezembro de 1834 por John Herschel.